# Pseudoharpax
Pseudoharpax es un género de mantis de la familia Hymenopodidae. Tiene nueve especies:
- Pseudoharpax abyssinicus
- Pseudoharpax beieri
- Pseudoharpax crenaticollis
- Pseudoharpax dubius
- Pseudoharpax erythraeus
- Pseudoharpax francoisi
- Pseudoharpax parallelus
- Pseudoharpax ugandanus
- Pseudoharpax virescens
  - Pseudoharpax virescens centralis